# فرآیند خالکوبی

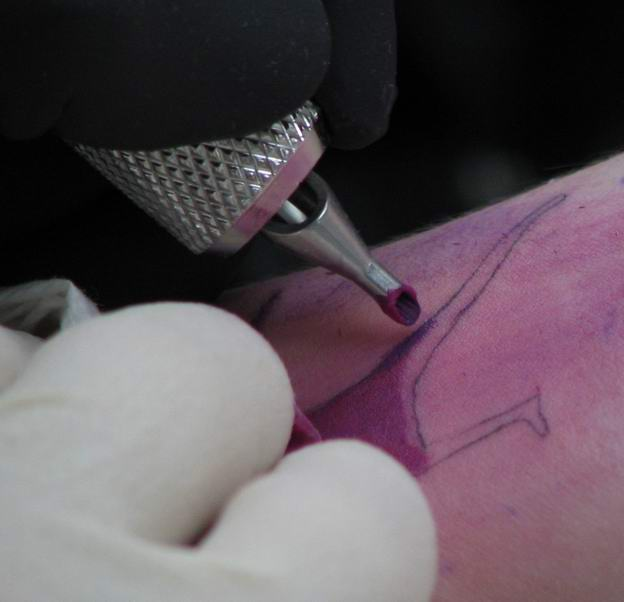
دستگاه خالکوبی مدرن مورد استفاده: در اینجا با یک چیدمان ۵ سوزنی تجهیز شده است، اما تعداد سوزن‌ها به اندازه و سایه مورد نظر بستگی دارد.

فرایند خالکوبی (انگلیسی: Process of tattooing) یا تکنیک خالکوبی، ایجاد خال‌کوبی، شامل وارد کردن رنگدانه (از طریق جوهر تاتو) به درم پوست است. به‌طور سنتی، خالکوبی بیشتر شامل مالیدن رنگدانه به بریدگی‌ها بود. خالکوبی مدرن تقریباً همیشه مستلزم استفاده از دستگاه خالکوبی و بیشتر روش‌ها و لوازم جانبی برای کاهش خطر برای سلامت انسان است.

## فرآیند فیزیولوژیک خالکوبی
خالکوبی شامل قرار دادن رنگدانه در درم پوست، لایه بافت پوستی زیر اپیدرم است. پس از تزریق اولیه، رنگدانه در سراسر یک لایه آسیب دیده همگن شده از طریق اپیدرم و درم فوقانی پراکنده می‌شود، که در هر دوی آنها وجود مواد خارجی فاگوسیت‌های دستگاه ایمنی را فعال می‌کند تا ذرات رنگدانه را ببلعد. همان‌طور که بهبودی ادامه می‌یابد، اپیدرم آسیب دیده پوسته پوسته می‌شود (رنگدانه سطحی را از بین می‌برد) در حالی که در عمق بیشتر بافت دانه بندی پوست شکل می‌گیرد که بعداً با رشد کلاژن به بافت همبند تبدیل می‌شود. این امر درم بالایی را اصلاح می‌کند، جایی که رنگدانه در فیبروبلاست‌ها به دام می‌افتد، و در نهایت در لایه ای درست زیر مرز درم / اپیدرم متمرکز می‌شود. حضور آن در آنجا ثابت است، اما در دراز مدت (دهه‌ها) رنگدانه تمایل دارد به عمق درم مهاجرت کند، که دلیل آن جزئیات ضعیف خالکوبی‌های قدیمی است.

## خالکوبی سنتی
برخی از فرهنگ‌های قبیله‌ای به‌طور سنتی خالکوبی‌ها را با بریدن طرح‌ها روی پوست و مالیدن زخم به‌دست‌آمده با جوهر، خاکستر یا سایر عوامل ایجاد می‌کنند. برخی از فرهنگ‌ها این عمل را ادامه می‌دهند، که ممکن است کمکی به زخم‌آرایی باشد. برخی از فرهنگ‌ها با دست زدن به جوهر در پوست با استفاده از چوب‌های تیز یا استخوان‌های حیوانات (که مانند سوزن ساخته می‌شوند) با دیسک‌های سفالی یا در دوران مدرن، سوزن، علائم خالکوبی ایجاد می‌کنند. برخی از فرهنگ‌ها با دست زدن به جوهر در پوست با استفاده از چوب‌های تیز یا استخوان‌های حیوانات (که مانند سوزن ساخته می‌شوند) با دیسک‌های سفالی یا در دوران مدرن، سوزن، علائم خالکوبی ایجاد می‌کنند. خالکوبی‌های سنتی ژاپنی (ایرزومی) هنوز «دستی» هستند، به این معنی که جوهر با استفاده از ابزارهای غیر الکتریکی، دست‌ساز و دستی با سوزن‌های بامبو یا فولاد تیز شده در زیر پوست قرار می‌گیرد. این روش با نام تبوری شناخته می‌شود.

خالکوبی‌های دستی سنتی هاوایی در حال تجربه یک رنسانس هستند، پس از اینکه این عمل در سال‌های پس از تماس غربی‌ها تقریباً خاموش شد. این فرآیند شامل پروتکل‌ها و دعاهای طولانی است و بیش از کاربرد اثر هنری، یک مراسم مقدس محسوب می‌شود. این فرآیند شامل پروتکل‌ها و دعاهای طولانی است و بیش از کاربرد اثر هنری، یک مراسم مقدس محسوب می‌شود. کسی که خالکوبی می‌کند براساس اطلاعات شجره نامه، طرح را انتخاب می‌کند، نه بر اساس کسی که تتو بروی آن انجام می‌شود. هر طراحی نمادی از مسئولیت و نقش شخصی فرد در جامعه است. ابزارها بدون استفاده از فلز با دست از استخوان یا عاج تراشیده می‌شوند.

## خالکوبی مدرن

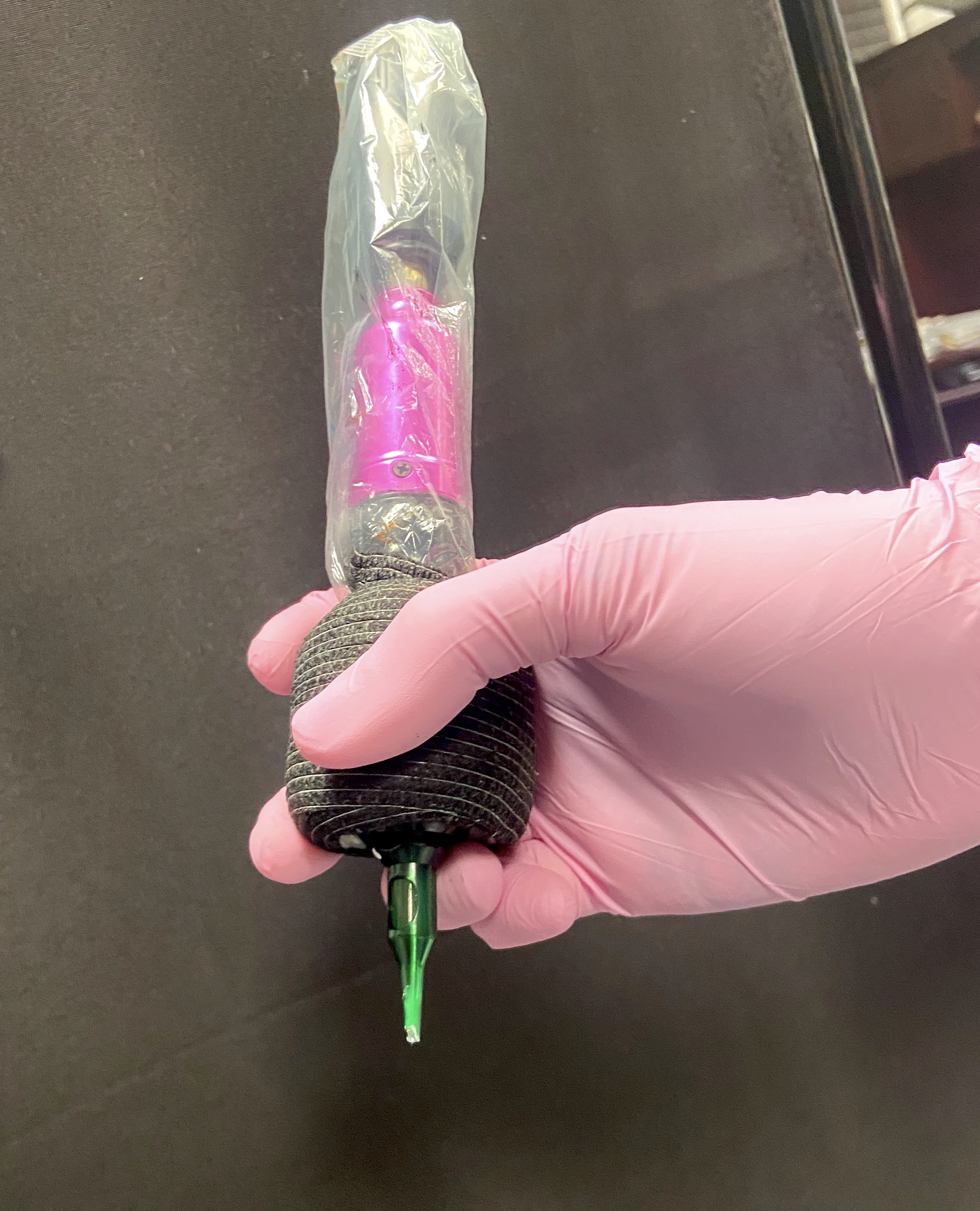
دستگاه خالکوبی به سبک چرخشی پن که برای انجام کارهای بهداشتی در پلاستیک پیچیده شده بود و نوار دور دستگاه خالکوبی پیچیده شده بود تا پایداری دست و سلامت ارگونومیک را افزایش دهد.

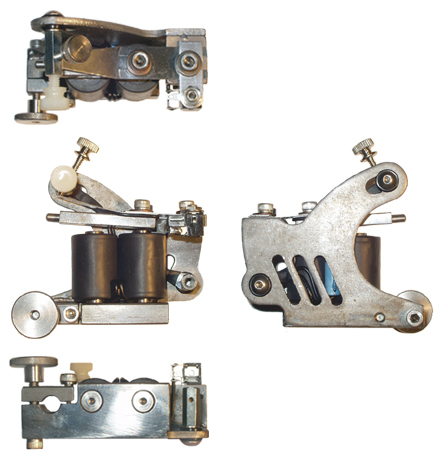
دستگاه خالکوبی دو سیم پیچ سنتی

گسترش‌یافته‌ترین روش خالکوبی در دوران مدرن، دستگاه خالکوبی الکتریکی است که جوهر را از طریق یک سوزن یا گروهی از سوزن‌ها که به یک میله لحیم شده‌اند و به یک واحد نوسانی متصل هستند، به پوست وارد می‌کند. این واحد به سرعت و به‌طور مکرر سوزن‌ها را به داخل و خارج پوست هدایت می‌کند، معمولاً ۸۰ تا ۱۵۰ بار در ثانیه. این روش مدرن معمولاً بهداشتی است. سوزن‌ها سوزن‌های تک منظوره ای هستند که به صورت جداگانه بسته‌بندی می‌شوند. هنرمند خالکوبی باید دست‌های خود را بشوید و همچنین باید ناحیه ای که خالکوبی می‌شود را بشوید. دستمال باید همیشه پوشیده شود و زخم باید به‌طور مکرر با یک حوله یک بار مصرف مرطوب از نوعی پاک شود. تجهیزات باید قبل و بعد از هر استفاده در اتوکلاو تأیید شده استریل شوند.

قیمت‌های این سرویس در سطح جهانی و محلی، بسته به پیچیدگی تاتو، مهارت و تخصص هنرمند، نگرش مشتری، هزینه‌های اداره یک کسب وکار، اقتصاد عرضه و تقاضا و… متفاوت است. زمان لازم برای خالکوبی متناسب با اندازه و پیچیدگی آن است. یک طراحی ساده ممکن است ۱۵ دقیقه طول بکشد، در حالی که یک خالکوبی آستین پیچیده یا قطعه پشتی نیاز به چندین جلسه دارد که ممکن است شامل چندین ساعت در یک زمان در طول ماه‌ها یا حتی سال‌ها باشد.

در سال ۱۸۹۱ اولین سوزن خالکوبی الکتریکی توسط ساموئل آوریلی در نیویورک به ثبت رسید که قلم حکاکی الکتریکی توماس ادیسون را اصلاح کرد. ماشین اورلئان براساس فن آوری چرخشی دستگاه حکاکی الکتریکی اختراع شده توسط توماس ادیسون بود. ماشین‌های خالکوبی مدرن از سیم‌پیچ‌های الکترومغناطیسی استفاده می‌کنند. یک دستگاه خالکوبی اولیه دیگر، با یک سیم پیچ الکترومغناطیسی، در سال ۱۸۹۴ توسط ساترلند مکدونالد به ثبت رسید. اولین دستگاه دو سیم پیچ، سلف پیکربندی مدرن، توسط یک انگلیسی دیگر به نام آلفرد چارلز ساوت لندن در سال ۱۸۹۹ اختراع شد. ماشین خالکوبی چرخشی از سال ۱۹۷۴ تا ۱۹۷۸ توسط هنرمندان خالکوبی آلمانی هورست هاینریش استرکنباخ (۲۰۰۱–۱۹۲۹)و مانفرد کوهرز توسعه یافت.

### آرایش دائمی
آرایش دائمی یا خالکوبی‌های آرایشی نیمه دائمی، خالکوبی‌های زیبایی هستند که به منظور تغییر رنگدانه در ویژگی‌های صورت انجام می‌شوند. برخی از انواع آرایش دائمی برای شرایط پزشکی مانند پوشاندن جای زخم یا پیسی استفاده می‌شوند، در حالی که انواع دیگر صرفاً به دلایل زیبایی شناختی مانند خالکوبی مژه، رنگ لب یا ابروها هستند. این رنگدانه به صورت الگوهایی به سطح پوست وارد می‌شود تا بتواند مناطق مورد نظر را پوشش دهد.

آرایش دائمی معمولاً با نوعی دستگاه خالکوبی انجام می‌شود. در حال حاضر دستگاه‌هایی وجود دارند که بدون سوزن هستند و باید به روش‌های کم‌تر دردناک منجر شوند. این دستگاه‌های بدون سوزن نسبت به دستگاه‌های سنتی خالکوبی ایمن تر و استریل تر در نظر گرفته می‌شوند. آن‌ها برای ایجاد تجربه ای راحت تر در طول فرآیند کاربرد و از بین بردن امکان گسترش بیماری‌هایی مانند اچ‌آی‌وی، هپاتیت و دیگر مسائل بهداشتی طراحی شده‌اند. دستگاه بدون سوزن همچنین قادر است رنگدانه را عمیق‌تر از دستگاه‌هایی که از سوزن استفاده می‌کنند در پوست قرار دهد.

روش‌های مختلفی برای خلاص شدن از شر این خالکوبی‌ها وجود دارد که رایج‌ترین آن‌ها برداشتن لیزر است. پیشنهاد می‌شود که رنگدانه‌های رنگی مختلف باید با لیزرهای مختلف حذف شوند تا خطر زخم شدن و احتباس جوهر کاهش یابد. دستگاه‌های بدون سوزن همچنین قابلیت حذف یا روشن کردن رنگدانه از پوست را نیز با اضافه کردن یک محلول حذف به پوست دارند.

آرایش دائمی یا میکروپیگمنتیشن بسیار شبیه به هر خالکوبی است و می‌تواند در طول زمان عوارض جانبی داشته باشد. عفونت، رنگ پریدگی، زخم، التهاب و واکنش‌های آلرژیک تنها چند مورد از عوارض جانبی هستند که از بیمارانی که روش‌های آرایش دائمی را دریافت کرده‌اند، گزارش شده است.

### خالکوبی نوک پستان-آرئولا
خالکوبی‌ها به حوزه پزشکی نیز راه یافته‌اند. خالکوبی نوک سینه نوعی خالکوبی پزشکی است که می‌تواند برای کسانی که نوک سینه خود را در حین ماستکتومی از دست داده‌اند و جراحی بازسازی سینه انجام داده‌اند انجام شود. هنرمند خالکوبی سعی می‌کند همان رنگدانه و شکل نوک پستان و آرئول اصلی را بازسازی کند، اگرچه ممکن است همیشه شبیه نوک پستان قدیمی بیمار نباشد. خالکوبی ممکن است سایه دقیق یا دلخواه نوک پستان را که بیمار در ابتدا داشته است نباشد، زیرا هنرمند ممکن است خالکوبی را کمی تیره‌تر کند تا با گذشت زمان تاتو روشن شود و در نهایت سایه درست را به همراه داشته باشد. دستگاهی که در حین عمل استفاده می‌شود بر رنگ خالکوبی و نحوه واکنش رنگدانه با پوست نیز تأثیر می‌گذارد.

همه خالکوبی‌های نوک پستان-آرئولا موفقیت‌آمیز نیستند. این احتمال وجود دارد که تاتو نیز مانند هر خالکوبی آلوده شود. در مطالعه ای که از سال ۱۹۸۸ تا ۱۹۹۳ بر روی ۱۰۳ بیمار که خالکوبی نوک پستان-آرئولا را دریافت کرده بودند، انجام شد، ۵ بیمار گزارش دادند که دچار عفونت شده‌اند، ۱ بیمار گزارش دادند که دچار خارش شده‌اند، یک بیمار گزارش داد که دچار شلی پوست شده است، و ۱۹ بیمار باید خالکوبی خود را به دلیل کاهش رنگدانه خالکوبی از طریق فرآیند ترمیم لمس می‌کردند. خالکوبی نوک پستان-آرئولا معمولاً یکی از آخرین مراحل جراحی بازسازی سینه است. در مطالعه افرادی که خالکوبی را دریافت کرده‌اند، ۸۶ درصد گفته‌اند که در صورت نیاز دوباره این عمل را انجام خواهند داد.

### رنگ‌ها و رنگدانه‌ها

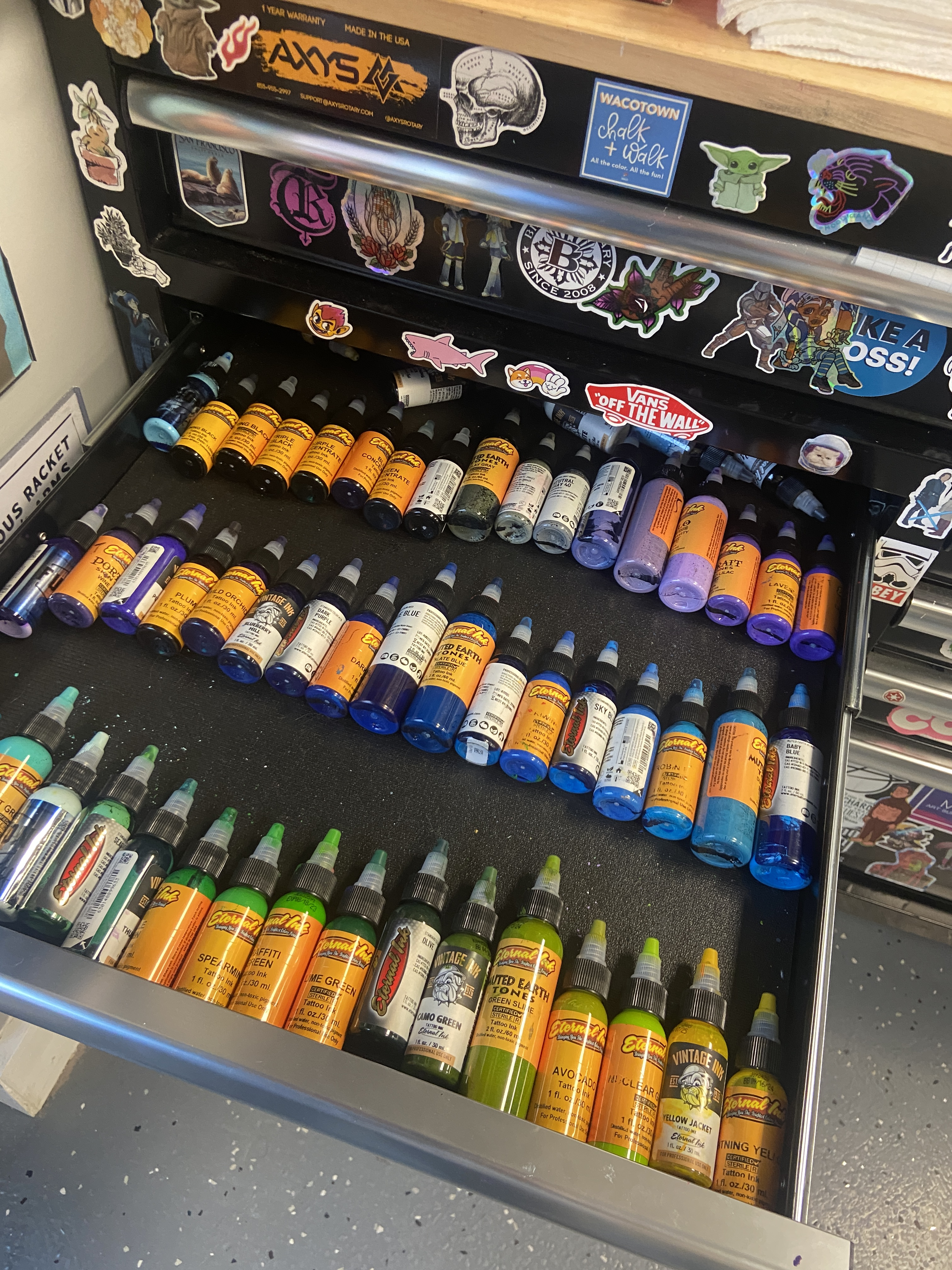
انواع جوهرها در یک ایستگاه در یک مغازه خالکوبی.

جوهرهای اولیه خالکوبی مستقیماً از طبیعت به دست آمد و از نظر تنوع رنگدانه بسیار محدود بود. به عنوان مثال، در هاوایی باستان، خاکستر آجیل کوکوی را با روغن نارگیل ترکیب می‌کردند تا جوهر آبنوس تولید شود. امروزه تعداد تقریباً نامحدودی از رنگ‌ها و سایه‌های جوهر خالکوبی به صورت انبوه تولید و به سالن‌ها در سراسر جهان فروخته می‌شود. هنرمندان تاتو معمولاً این جوهرها را برای ایجاد رنگدانه‌های منحصر به فرد خود مخلوط می‌کنند.

طیف گسترده‌ای از رنگ‌ها و رنگدانه‌ها را می‌توان در خالکوبی استفاده کرد، از مواد معدنی مانند تیتانیوم دی‌اکسید و اکسیدهای آهن گرفته تا کربن سیاه، رنگ‌های آزو و آکریدین، کینولین، فتالوسیانین و مشتقات نفتول، رنگ‌های ساخته شده از خاکستر و سایر مخلوط‌ها. رنگدانه‌های اکسید آهن در خالکوبی‌های زیبایی کاربرد بیشتری دارند.

جوهرهای خالکوبی مدرن رنگدانه‌های مبتنی بر کربن هستند که در خارج از کاربردهای تجاری تاتو کاربرد دارند.

نگرانی در مورد تعامل بین روش‌های تصویربرداری پرتو مغناطیسی(MRI) و رنگدانه‌های خالکوبی، که برخی از آنها حاوی فلزات کمیاب هستند، ابراز شده است. میدان‌های مغناطیسی تولید شده توسط دستگاه‌های ام آر آی با این فلزات از جمله ذرات فلزات غیرآهنی برهم کنش دارند و در عین نادر بودن می‌توانند باعث سوختگی یا اعوجاج درجه یک یا درجه دو در تصویر شوند. نوع و تراکم جوهر و همچنین شکل خالکوبی ممکن است خطر را افزایش دهد، به خصوص اگر شکل آن به یک حلقه برداشتن RF نزدیک باشد. برنامه تلویزیونی افسانه‌زدایان این فرضیه را آزمایش کرد و تعامل اندکی بین جوهر خالکوبی رایج و MRI پیدا کرد. این برهمکنش با جوهره ای حاوی سطوح بالای اکسید آهن قوی تر بود.

### بهداشت استودیو

#### روش‌ها

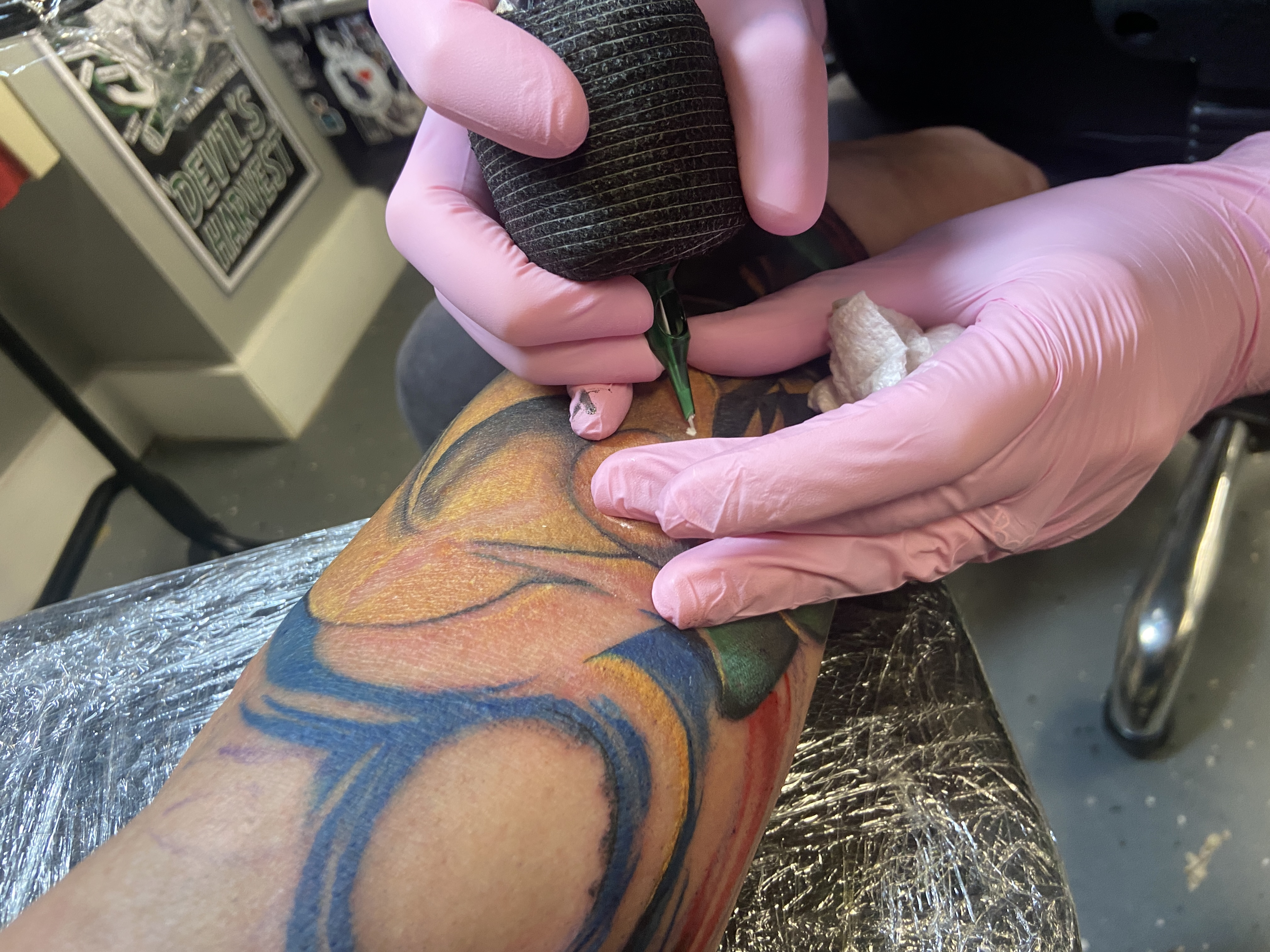
هنرمند تاتو هنگام خالکوبی برای رعایت بهداشت از دستکش‌های یکبار مصرف نیتریل استفاده می‌کرد.

استودیوی خالکوبی مجهز به ظروف خطرناک زیستی برای اشیایی که با خون یا مایعات بدن تماس دارند، ظروف تیز برای سوزن‌های قدیمی و اتوکلاو برای استریل کردن ابزار استفاده می‌کند. برخی از حوزه‌های قضایی نیز طبق قانون استودیوها را ملزم می‌کنند که در محل کار خود هم آب گرم و هم آب سرد داشته باشند.

بهداشت مناسب مستلزم آن است که پیش از شروع آماده‌سازی مشتری برای استنسیل، بین مشتریان، و در هر زمان دیگری که ممکن است آلودگی (محیط) متقاطع رخ دهد، دست‌هایش را بشوید. استفاده از دستکش یکبار مصرف نیز الزامی است و پس از هر مرحله از خالکوبی دور انداخته می‌شود. از همان دستکش‌ها برای تمیز کردن ایستگاه خالکوبی، خالکوبی مشتری و تمیز کردن خالکوبی استفاده نکنید.

در برخی از کشورها و ایالت‌ها خالکوبی یک فرد خردسال حتی با رضایت والدین غیرقانونی است و (به جز در مورد خالکوبی پزشکی)خالکوبی افراد آسیب دیده، افراد مبتلا به بیماری‌های پوستی، کسانی که باردار یا پرستاری هستند، کسانی که به دلیل ناتوانی ذهنی قادر به رضایت نیستند، یا کسانی که تحت تأثیر الکل یا سایر داروها هستند، ممنوع است.

قبل از شروع خالکوبی از مشتری خواسته می‌شود که موقعیت نهایی شابلون اعمال شده را تأیید کند. پس از تأیید، هنرمند بسته‌های سوزنی جدید و استریل را در مقابل مشتری باز می‌کند و همیشه از وسایل و لوازم یک بار مصرف جدید، استریل یا جوهر استریل تازه برای هر جلسه استفاده می‌کند (درپوش‌های جوهر یک بار مصرف که بعد از هر مشتری دور ریخته می‌شود). همچنین، تمام مناطقی که ممکن است با دستکش آلوده لمس شوند، در پلاستیک شفاف پیچیده خواهند شد تا از آلودگی متقابل جلوگیری شود. تجهیزاتی که نمی‌توانند اتوکلاو شوند (مانند روکش‌های پیشخوان، ماشین آلات و مبلمان) با یک ضدعفونی کننده تأیید شده پاک خواهند شد.

#### مشوق‌هایی برای ادامه تحصیل
عضویت در سازمان‌های حرفه ای یا گواهی‌های قدردانی / موفقیت عموماً به هنرمندان کمک می‌کند تا از آخرین روندها آگاه باشند. بیشتر خالکوبی‌ها به هیچ انجمنی تعلق ندارند.

#### الزامات آموزشی و گواهینامه
در حالی که الزامات خاص برای خالکوبی بین حوزه‌های قضایی متفاوت است، بسیاری از آن‌ها تنها آموزش رسمی در مورد پاتوژن‌های منتقله از خون و آلودگی متقابل را اجباری می‌کنند. اداره بهداشت محلی استودیوهای خالکوبی را در بسیاری از حوزه‌های قضایی تنظیم می‌کند. به عنوان مثال، طبق اعلام دپارتمان‌های بهداشت در اورگن و هاوایی، هنرمندان خالکوبی در این ایالت‌ها ملزم به گرفتن و گذراندن آزمایشی هستند که دانش آن‌ها را در مورد اقدامات احتیاطی بهداشتی و ایمنی و همچنین مقررات فعلی ایالت مشخص می‌کند. انجام خالکوبی در اورگان بدون مجوز مناسب و فعلی یا در یک مرکز بدون مجوز جرم جنایی است. تاتو در سال ۱۹۹۷ در نیویورک سیتی، در سال ۲۰۰۰ در ماساچوست و بین سال‌های ۲۰۰۲ تا ۲۰۰۶ در اوکلاهاما قانونی شد.

### مراقبت‌های بعد

خالکوبی‌های مخصوص تاتو در سال‌های اخیر رواج زیادی پیدا کرده‌اند.

هنرمندان تاتو و افراد دارای خالکوبی در روش‌های ترجیحی خود برای مراقبت از خالکوبی‌های جدید بسیار متفاوت هستند. برخی از هنرمندان توصیه می‌کنند که یک تاتوی جدید را برای ۲۴ ساعت اول پیچیده نگه دارید در حالی که برخی دیگر پیشنهاد می‌کنند که بانداژ موقت را پس از دو ساعت یا کم‌تر حذف کنید تا به پوست اجازه تنفس دهید. بسیاری از خالکوبی‌ها توصیه می‌کنند برای جلوگیری از شستن جوهر خالکوبی، اجازه تماس بیش از حد با وان داغ، آب استخر یا خیس شدن در وان را به مدت دو هفته اول ندهند. در مقابل هنرمندان دیگر پیشنهاد می‌کنند که یک تاتوی جدید در آب بسیار داغ حمام شود.

اجماع عمومی برای مراقبت توصیه می‌کند که لکه‌ها یا لکه‌هایی که ممکن است بر روی یک خالکوبی جدید ایجاد شوند را از بین ببرید، و از قرار دادن یک خالکوبی جدید در معرض نور خورشید به مدت حداقل سه هفته خودداری کنید؛ هر دوی این موارد می‌توانند به محو شدن تصویر کمک کنند. توافق شده است که یک خالکوبی جدید باید تمیز نگه داشته شود. محصولات مختلفی ممکن است برای کاربرد بر روی پوست توصیه شوند، از آن‌هایی که برای درمان بریدگی، سوختگی و خراشیدگی در نظر گرفته شده‌اند، گرفته تا دکسپانتنول، کره کاکائو، روغن ماهی، شاهدانه، چربی پشم، یا مرهم. پمادهای مبتنی بر روغن به دلیل عدم توانایی در تبخیر و در نتیجه رطوبت بیش از حد پوست سوراخ شده، تقریباً همیشه برای استفاده در لایه‌های بسیار نازک توصیه می‌شوند. مطالعات علمی اخیر نشان داده‌اند که زخم‌هایی که مرطوب نگه داشته می‌شوند سریع تر از زخم‌هایی که تحت شرایط خشک بهبود می‌یابند، بهبود می‌یابند. در سال‌های اخیر محصولات تجاری خاصی برای مراقبت از تاتو توسعه یافته‌اند. اگرچه نظرات در مورد این محصولات متفاوت است، اما صابون و آب گرم به خوبی کار می‌کنند تا خالکوبی تمیز و عاری از عفونت باشد. توصیه می‌شود برای تمیز کردن تاتو از صابون‌های بدون بو و صابون‌های حاوی الکل استفاده نشود تا از سوختن یا خشک شدن سریع تاتو جلوگیری شود. سعی کنید از لیف شستشو و لباس‌های شسته نشده که هر دو می‌توانند حاوی باکتری‌هایی باشند که می‌توانند وارد تاتو شوند و باعث عفونت شوند، اجتناب کنید. بهترین راه برای خشک کردن تاتو استفاده از دستمال کاغذی است زیرا حوله‌های معمولی ممکن است حاوی باکتری نیز باشند، حتی اگر فقط شسته شوند.

مقدار جوهری که در طول فرآیند ترمیم در پوست باقی می‌ماند، تعیین می‌کند که خالکوبی نهایی چگونه به نظر برسد. اگر خالکوبی آلوده شود یا دانه‌ها خیلی زود از بین بروند (مثلا اگر آب زیادی جذب کند و زود از بین برود یا چیده شود یا خراشیده شود) جوهر به درستی در پوست ثابت نمی‌شود و تصویر نهایی تأثیر منفی خواهد داشت.